# Barleeia californica
Barleeia californica är en snäckart som beskrevs av Bartsch 1920. Barleeia californica ingår i släktet Barleeia och familjen Barleeiidae. Inga underarter finns listade i Catalogue of Life.